# Un homme d’affaires
Un homme d’affaires (traduzido no Brasil como Um homem de negócios) é uma novela de Honoré de Balzac publicada em 1844 nas edições Hetzel sob o título de Les Roueries d'un créancier (As astúcias de um credor), e republicada um pouco mais de um mês depois no jornal Le Siècle.
Modificada ora pelo primeiro editor, ora pelo próprio autor, Un homme d'affaries se insere em 1845 nas Cenas da vida parisiense da Comédia Humana, na edição Furne de 1846, com uma dedicatória datada de 1845 ao "Senhor barão James de Rothschild", e sob o título de Esquisse d'homme d'affaire d'après nature (Esboço de um homem de negócios conforme a natureza), depois sob o título de Un drame dans les prisions (Um drama nas prisões) na edição Souverain de 1847. Na edição Furne corrigida, o título tornou-se Un homme d'affaires somente.
"Trata-se de uma cena 'da batalha incessante que se fere em Paris entre credores e devedores', e em que o próprio Balzac era um veterano."

## Enredo
Balzac emprega aqui a técnica da "conversação entre onze horas e meia-noite", na qual a narração é feita pelos convivas de um jantar como em Outro Estudo de Mulher. A anfitriã é uma amazona (Malaga), cortesão mantida pelo notário Cardot. Ela dirige a conversação naturalmente para um assunto que a preocupa: o dinheiro, seu principal problema. Seguem outras intervenções das personagens reunidas: o advogado mestre Desroches, o caricaturista Jean-Jacques Bixiou, o poeta Raoul Nathan, o folhetinista Étienne Lousteau e Charles-Édouard Ruscoli, conde de La Palférine.
Assim começa uma contenda de negócios entre Maxime de Trailles (Máximo de Trailles na edição brasileira organizada por Paulo Rónai), o dândi endividado, e dois homens de negócios venais, especializados na compra de créditos: Fernand du Tillet e Claparon, que já apareceram numerosas vezes (A Casa Nucingen, César Birotteau, Outro Estudo de Mulher. A esses se junta Cérizet, associado aos des Cointet, os destruidores de David Séchard em Ilusões Perdidas.

## Estilo
Trata-se de uma narrativa dentro de outra, na qual os personagens se confrontam, na qual as questões de dinheiro, de resgate de dívidas seguem um itinerário às vezes complexo. Nenhum personagem é verdadeiramente o herói principal do caso, excetuando Maxime de Trailles, em seu papel de endividado permanente (ele precisou fugir para a Inglaterra a fim de evitar a prisão em O Pai Goriot), e Claparon, Cardot e Desroches em seus papéis de compradores de créditos. O verdadeiro assunto é o dinheiro, tratado de maneira obsessiva, e que corresponde bem à época "negocista", mas sobretudo à necessidade rápida de Balzac de obter recursos financeiros. Ele escreve o texto em dois dias e o revende duas vezes